# Nicolás Capaldo
Nicolás Capaldo Taboas (* 14. September 1998 in Santa Rosa) ist ein argentinischer Fußballspieler. Er steht seit Juli 2025 beim Hamburger SV unter Vertrag.

## Karriere

### Verein
Capaldo begann seine Karriere bei Deportivo Mac Allister. Im Januar 2015 kam er in die Jugend der Boca Juniors. Im Februar 2019 stand er gegen den CA San Martín de San Juan erstmals im Profikader von Boca. Sein Debüt in der Primera División gab er im selben Monat, als er am 20. Spieltag der Saison 2018/19 gegen den CSD Defensa y Justicia in der 81. Minute für Agustín Almendra eingewechselt wurde. Dies blieb sein einziger Saisoneinsatz. In der Saison 2019/20 kam er zu 13 Saisoneinsätzen. Mit Boca wurde er in jener Saison Meister.
Nach insgesamt 37 Liga- und 65 Pflichtspieleinsätzen für die Boca Juniors wechselte Capaldo zur Saison 2021/22 zum österreichischen Bundesligisten FC Red Bull Salzburg, bei dem er einen bis Mai 2026 laufenden Vertrag erhielt. Für Salzburg kam er insgesamt zu 83 Einsätzen in der Bundesliga, in denen er zwölfmal traf. Mit Salzburg holte er 2022 das Double, 2023 gewann er mit Red Bull ein zweites Mal die Meisterschaft.
Zur Saison 2025/26 wechselte Capaldo nach Deutschland zum Bundesliga-Aufsteiger Hamburger SV.

### Nationalmannschaft
Capaldo spielte im September 2019 erstmals für die argentinische U-23-Auswahl.

## Titel
- Österreichischer Meister (2): 2022, 2023 (beide FC Red Bull Salzburg)
- Österreichischer Pokalsieger: 2022 (FC Red Bull Salzburg)